# Margret Gottschlich

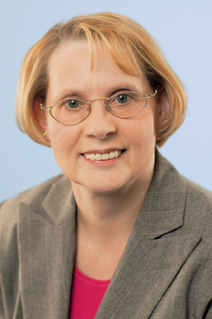
Margret Gottschlich

Margret Gottschlich (* 20. Dezember 1948 in Herten) ist eine deutsche Politikerin (SPD). Zwischen 2005 und 2012 war sie Mitglied des Landtags von Nordrhein-Westfalen.

## Leben
Gottschlich machte im Jahr 1963 den Volksschulabschluss und absolvierte im Anschluss bis 1966 eine Ausbildung zur Modistin. In den Jahren 1966 bis 1969 war sie in ihrem Beruf in der Textilindustrie tätig. Danach verbrachte sie von 1969 bis 1970 ein Jahr in London. Nach ihrer Rückkehr war sie von 1971 bis 1974 in der Lagerverwaltung tätig und zudem Mitglied des Betriebsrates.

## Politik
Gottschlich ist seit 1972 Mitglied der SPD. In den Jahren 1981 bis 1990 war sie Vorsitzende der Arbeitsgemeinschaft sozialdemokratischer Frauen (AsF) im Ortsverein Herten-Langenbochum der SPD. Seit 1989 ist sie stellvertretende Vorsitzende des SPD-Stadtverbandes in Herten. Von 1991 bis 2001 war sie Vorsitzende des Ortsvereins Herten-Langenbochum und von 1989 bis 2005 Mitglied des Rates der Stadt Herten. In Herten war sie von 1999 bis 2005 stellvertretende Bürgermeisterin. Ab dem 8. Juni 2005 war Gottschlich Abgeordnete des Landtags von Nordrhein-Westfalen, wo sie als ordentliches Mitglied dem Ausschuss für Frauenpolitik, dem Ausschuss für Umwelt und Naturschutz, Landwirtschaft und Verbraucherschutz und dem Ausschuss für Bauen und Verkehr angehörte. Vor der Landtagswahl 2012 konnte sie sich parteiintern nicht gegen Carsten Löcker durchsetzen, der ihr als direkt gewählter Abgeordneter für Marl und Herten folgte. Gottschlich schied damit aus dem NRW-Landtag aus.